# Flahstraß

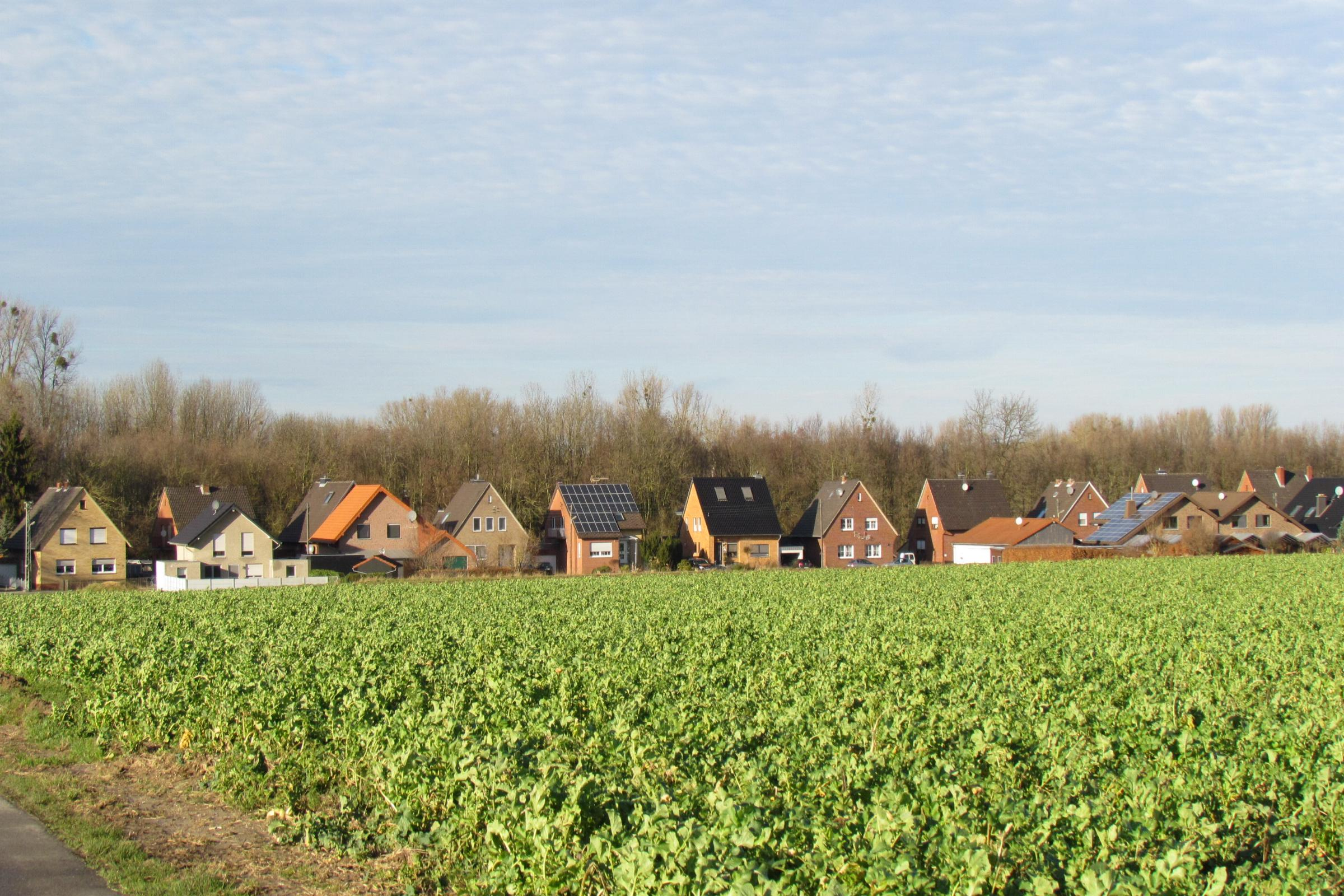
Blick auf Flahstraß

Flahstraß ist ein Ortsteil der Mittelstadt Geilenkirchen im Kreis Heinsberg im Bundesland Nordrhein-Westfalen.

## Geographie

### Lage
Flahstraß liegt nordöstlich von Geilenkirchen im Tal der Wurm an der nördlichen Stadtgrenze.

### Gewässer
Die Wurm versorgte auf einer Flusslänge von 53 km zahlreiche Mühlen mit Wasser. Die Quelle der Wurm liegt südlich von Aachen bei 265 m über NN. Die Mündung in die Rur ist bei der Ortschaft Kempen in der Stadt Heinsberg bei 32 m über NN. Ende der 1960er, Anfang der 1970er Jahre wurde eine Wurmbegradigung durchgeführt. Der geschwungene, ab und an mäandrierende Flusslauf verschwand zu Gunsten einer einfachen Trassenführung. Die Flusslänge verkürzte sich und die Strömungsgeschwindigkeit nahm zu. Für viele Menschen auch in Flahstraß verbesserte sich der Hochwasserschutz, für die Mühlen war es das Ende.

### Nachbarorte
| Nirm        | Randerath                                   | Brachelen |
| Kraudorf    | Kompassrose, die auf Nachbargemeinden zeigt | Honsdorf  |
| Kogenbroich | Würm                                        | Leiffarth |

### Siedlungsform
Flahstraß ist ein beidseitig bebautes Straßendorf. Der Ort Flahstraß hat eine Ausdehnung in der Länge von ca. 550 m.

## Geschichte

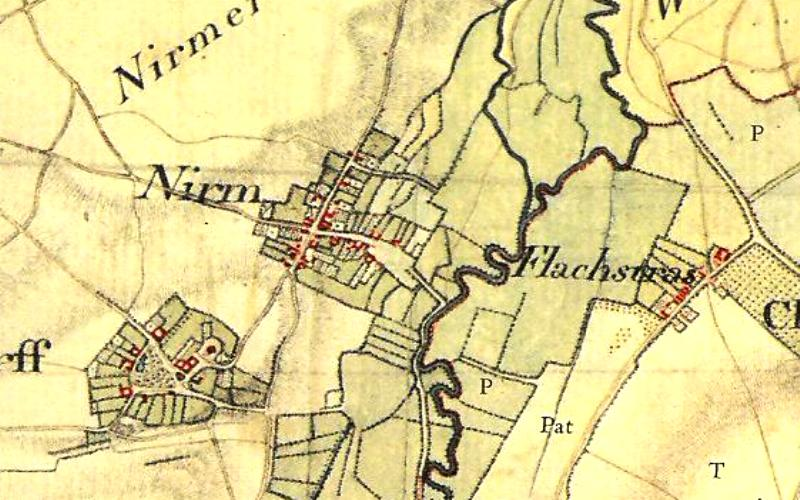
Flahstraß auf der Tranchotkarte 1803–1820

### Ortsname
- Flahenstraß 18. Jahrhundert erste bekannte Nennung
- Flachstras 1801–1826 Nennung auf der Tranchotkarte
- Flasstrass 1891–1912 Nennung auf der Neuaufnahme

### Ortsgeschichte
In früherer Zeit gehörte Flahstraß zum Jülicher Amt Randerath. Über die Geschichte der Siedlung ist wenig bekannt. Sie ist wahrscheinlich erst im 18. Jahrhundert entstanden.
Flahstraß hatte 1828 insgesamt 67 Einwohner, 1852 waren es 70 Einwohner und der Ort gehörte zur Bürgermeisterei Würm und damit zum Amt Immendorf-Würm. Im Zuge der Gebietsreform wurde zum 1. Januar 1972 das Amt Immendorf-Würm aufgelöst. Rechtsnachfolger ist nach § 29 des Aachen-Gesetzes die Stadt Geilenkirchen.

### Kirchengeschichte
Flahstraß bildet mit den Orten Beeck, Honsdorf, Kleinsiersdorf, Leiffarth, Müllendorf, Thomashof und Würm die Pfarre Würm. Die Bevölkerung besteht zum größten Teil aus Katholiken.
Die Mutterkirche von Würm wird in einer Urkunde des Bischofs Werner von Münster aus dem Jahre 1137 benannt. Die erste Erwähnung der Kirche zu „Würm“ findet sich 1308 im liber valoris, dem Werte-Buch der Kirchen der Diözese Köln. Im 15. Jahrhundert wurde eine dreischiffige Backsteinkirche gebaut. Durch Kriegseinwirkungen wurde diese am 18. November 1944 gesprengt und größtenteils zerstört. Am 19. August 1951 wurde der Grundstein für einen Kirchenneubau gelegt, der am 1. Mai 1953 eingeweiht wurde.
Im Zuge der Pfarrgemeindereformen im Bistum Aachen wurde die ehemals eigenständige katholische Pfarrgemeinde St. Gereon Würm in die Gemeinschaft der Gemeinden (GdG) St. Bonifatius Geilenkirchen eingegliedert.

## Politik
Der Ort Flahstraß ist gemäß der Hauptsatzung der Stadt Geilenkirchen Teil des Geilenkirchener Stadtbezirks Würm, den es gemeinsam mit den Orten Leiffarth, Honsdorf, Müllendorf und Würm bildet. Der Stadtbezirk Würm mit derzeit (2012) 1568 Einwohnern (Würm, Leiffarth, Müllendorf, Honsdorf, Flahstraß) wird durch einen Ortsvorsteher im Stadtrat der Stadt Geilenkirchen vertreten.

## Sehenswürdigkeiten

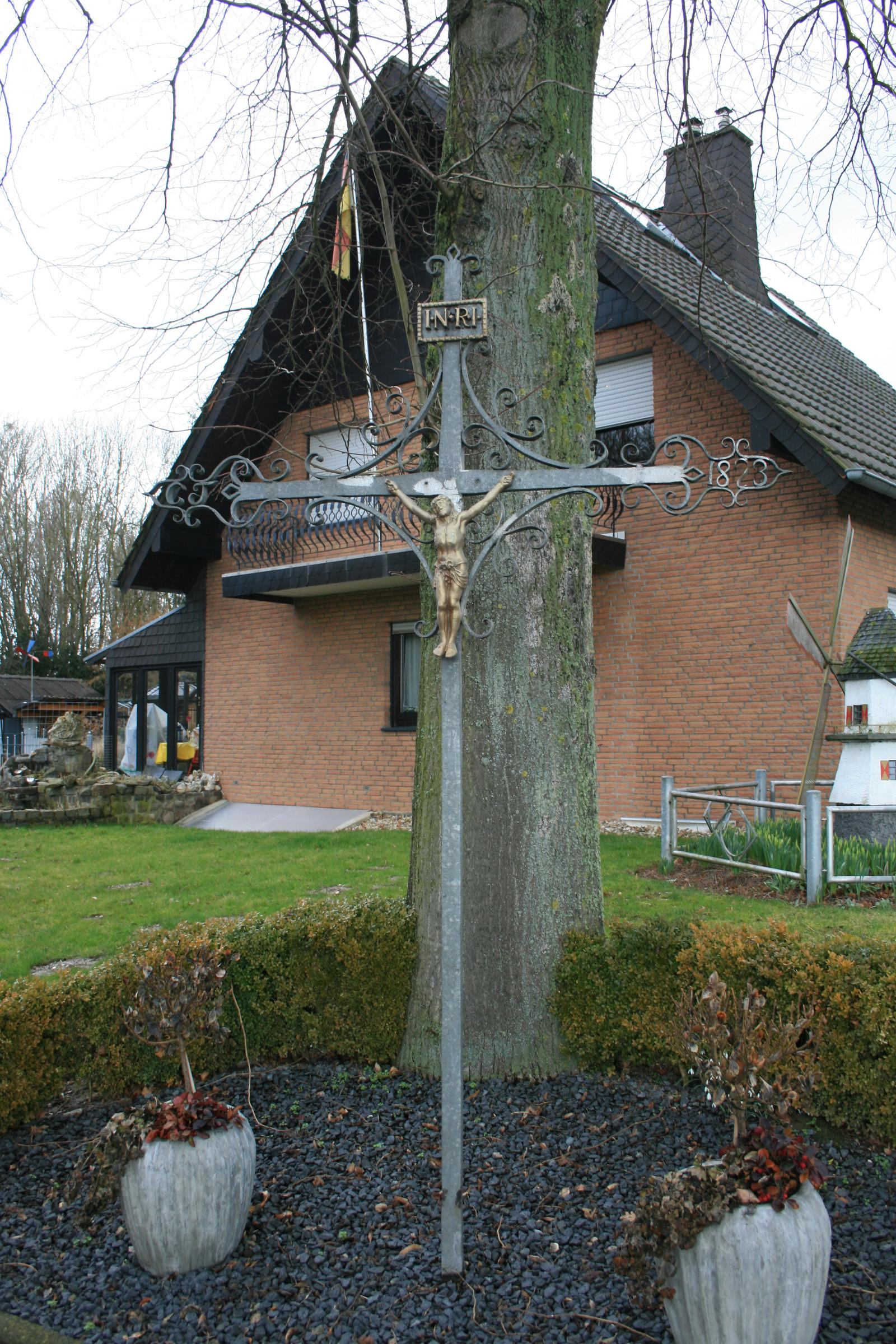
Wegekreuz in Flahstraß

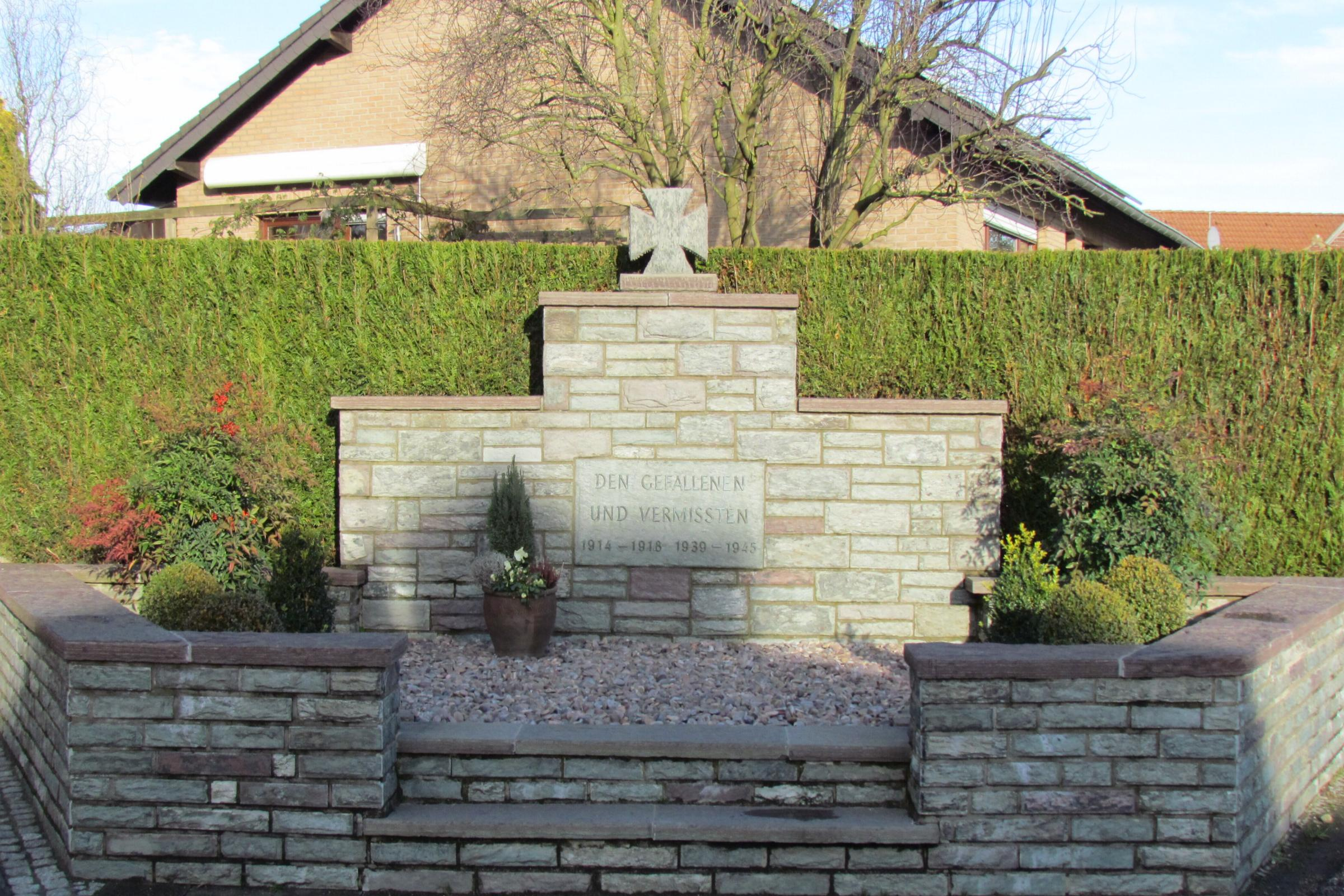
Kriegerdenkmal in Flahstraß

- Wegekreuz in Flahstraß als Denkmal Nr. 20
- Kriegerdenkmal in Flahstraß

## Infrastruktur
- Im November 2012 lebten in Flahstraß 149 Personen.
- Es existieren ein landwirtschaftlicher Betrieb, eine Grundstücksverwaltung sowie ein Kleingewerbebetrieb.
- Zwischen Flahstraß und der Wurm betreibt der Wasserverband Eifel-Rur (WVER).[6] eine Kläranlage.
- Es gibt einen Bolzplatz, der auch als Spielplatz genutzt wird.
- Flahstraß hat einen Anschluss an das Radverkehrsnetz NRW.

## Öffentlicher Nahverkehr
Flahstraß ist an Schultagen mit einzelnen Fahrten der Buslinie 494 der WestVerkehr an das ÖPNV-Netz des Aachener Verkehrsverbundes angeschlossen. Abends und am Wochenende kann der Multi-Bus angefordert werden.
| Linie | Verlauf |
| ----- | --- |
| 494   | Geilenkirchen Bf – Süggerath – Müllendorf – Würm – (Beeck –) Leiffarth – (Flahstraß – Honsdorf –) Lindern Bf |

## Vereine
- Förderverein der Ortsvereine Würm e. V.
- Kath. Frauengemeinschaft der Pfarre Würm

## Straßennamen
In Flahstraß gibt es keine Straßenbezeichnungen, sondern nur Hausnummern, nach denen sich Einwohner, Postboten, Lieferanten und Besucher orientieren müssen.